# William Whiston

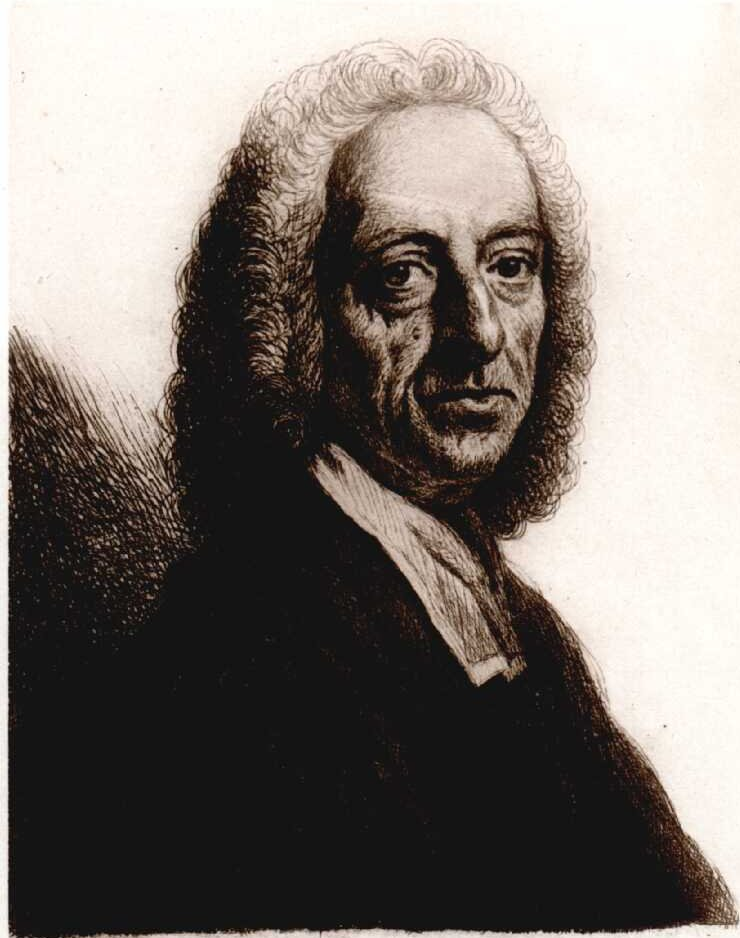
William Whiston

William Whiston (* 9. Dezember 1667 in Norton im County Leicestershire, England; † 22. August 1752 in Kensington) war ein englischer Theologe und Physiker.

## Leben
Whiston genoss eine private Schulausbildung, teils wegen seiner fragilen Gesundheit, teils weil er seinem blinden Vater, einem anglikanischen Geistlichen, als Schreibhilfe diente. Nach dem Tod seines Vaters trat er ins Clare College in Cambridge ein, wo er Theologie studierte, sich aber auch mehr und mehr mit Mathematik beschäftigte. 1693 erhielt er dafür ein Stipendium der Universität. Danach wurde er allerdings zuerst Geistlicher unter John Moore (1646–1714), dem Bischof von Ely, von welchem er 1698 als Propst von Lowestoft eingesetzt wurde.
1701 gab er seine kirchliche Position auf, um der Stellvertreter Newtons in Cambridge zu werden, dem er zwei Jahre später auf den Lucasischen Lehrstuhl für Mathematik nachfolgte. Hier betrieb er gemeinsame Forschungen mit seinem Juniorprofessor Roger Cotes.
Mehrere Jahre lang schrieb und predigte er weiterhin mit beachtlichem Erfolg über mathematische und theologische Themen. Seine Studien, wahrscheinlich angeregt durch Isaac Newton, brachten ihn zu der Überzeugung, dass der Arianismus der Glaube der frühen Kirche sei. Im Gegensatz zu Newton und anderen Kollegen, die diese Erkenntnis nur im engsten Kreis kommunizierten, gingen für Whiston Meinungsbildung und Veröffentlichung Hand in Hand. Er war bald berüchtigt für seine nonkonformistischen und von der Kirche als häretisch angesehenen Überzeugungen. Da sich alle Professoren schriftlich zur Athanasianischen Trinitätslehre bekennen mussten, wurde er als Antitrinitarier seiner Professur enthoben und der Universität verwiesen. Den Rest seines Lebens verbrachte er in unaufhörlichem Disput theologischer, mathematischer, chronologischer und anderer Art. So focht er Newtons chronologisches System der Bibel mit Erfolg an. Mit dem Unitarier Thomas Emlyn stand er in freundschaftlichen Kontakt.
Nach dem Verlust der Professur zog er nach London und lebte von den Einkünften aus einem Landgut. Zur Verbesserung der finanziellen Lage tat er sich mit Francis Hauksbee zusammen. Ab 1713 gaben sie Vorlesungen über Mechanik, Hydrostatik, Pneumatik, Optik in Londoner Kaffeehäusern. Sie erfreuten sich großer Beliebtheit, auch weil sie mit experimentellen Vorführungen verbunden waren. Das 1714 veröffentlichte Kurshandbuch diente sogar als Vorlage für Kurse an der Universität Oxford.
Whistons letzte Veröffentlichung waren seine dreibändigen Memoiren (1749–1750), welche nicht die verdiente Aufmerksamkeit bekamen. Dieses Werk war vor allem eine Ansammlung von seltsamen Anekdoten und Beschreibungen der religiösen und moralischen Neigungen der Zeit. 1747 verließ er die Anglikanische Kirche und wechselte zu den Baptisten. Er starb am 22. August 1752 im Hause Samuel Barkers, dem Ehemann seiner Tochter Sarah. Seine Frau Ruth war schon 1751 verstorben.
Nach ihm ist der Dorsa Whiston auf dem Erdmond benannt.

## Werk

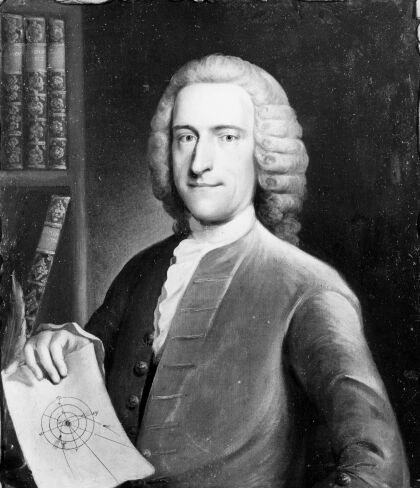
Whiston mit Kometenbahn

William Whiston ist der Verfasser von A New Theory of the Earth, einer Abhandlung über Kreationismus und die Geologie von Überflutungen. Darin behauptete er, dass die biblischen Berichte in der Genesis über die Sintflut wissenschaftlich erklärbar seien und einen historischen Kern besäßen. Er stützte sich auf neue wissenschaftliche Erkenntnisse wie die Himmelsmechanik Newtons und geologische Theorien, die damals entwickelt wurden um die Bibel zu belegen. Z.B. erklärt er die Sintflut durch einen von Gott gelenkten Kometen, Ideen, die u. a. durch Immanuel Velikovsky wiederbelebt wurden. Diese Abhandlung wurde sowohl von Isaac Newton als auch von John Locke hoch gelobt. Er war mit Edmund Halley einer der ersten, der Kometen für periodische Erscheinungen hielt. In seinem Essay Astronomical Principles of Religion vertrat er Halleys Hohlerde-Theorie und fand über Halley hinausgehend Hinweise aus der Bibel, dass die inneren Welten auch bewohnt seien.
1736 verbreitete er Aufregung unter Londons Einwohnern, als er voraussagte, dass die Welt am 13. Oktober des Jahres unterginge, weil ein Komet auf der Erde einschlagen würde. Der Erzbischof von Canterbury musste diese Vorhersage öffentlich dementieren, um die Öffentlichkeit zu beruhigen. Trotzdem begaben sich viele Londoner nach Hampstead, um den Untergang Londons als Auftakt des Jüngsten Gerichts anzusehen. Eine humoristische Beschreibung findet sich bei Jonathan Swift.
Bekannt wurde er auch durch seine kommentierten Übersetzungen der Antiquitates Judaicae und anderer Arbeiten des Flavius Josephus.

### Längengradproblem
An der Lösung des Längenproblems versuchte er sich allerdings erfolglos. 1714 hatte er sich zusammen mit dem Londoner Mathematiker Humphry Ditton an das Parlament gewandt mit dem Vorschlag, zur Lösung des Längenproblems einen Geldpreis auszuloben. Newton, Samuel Clarke, Cotes and Halley unterstützten das Gesuch und das Parlament setzte mit dem Longitude Act 20.000 Pfund Belohnung aus. Die 1714 von Whiston und Ditton eingereichten Vorschläge waren nicht praktikabel, darunter auch ein Verfahren mit der magnetischen Deklination. 1718 erfuhr er von dem deutschen Geographen Christoph Eberhard ein ursprünglich von Christoph Semler entwickeltes Verfahren unter Verwendung der magnetischen Inklination. Unterstützt durch private Gönner konnte er die Methode auf Seereisen testen, sie erwies sich aber als nicht anwendbar. Die von ihm für die Erstellung der Isoklinen-Karten Südenglands entwickelten mathematischen Verfahren waren der Zeit weit voraus.

## Publikationen
- A New Theory of the Earth, From its Original, to the Consummation of All Things, Where the Creation of the World in Six Days, the Universal Deluge, And the General Conflagration, As laid down in the Holy Scriptures, Are Shewn to be perfectly agreeable to Reason and Philosophy. London 1696.
- A Short View of the Chronology of the Old Testament, and of the Harmony of the Four Evangelists. Cambridge, 1702.
- An Essay on the Revelation of Saint John, So Far as Concerns the Past and Present Times. 1706.
- Arithmetica universalis. 1707, Edition der Vorlesungen Newtons.
- Praelectiones Astronomicae Cantabrigiae in Scholis Habitae. London, 1707.
- Sermons and Essays. 1709.
- Praelectiones Physico-mathematicae Cantabrigiae, in Scholis Publicis Habitae. 1710.
- Primitive Christianity Revived. 1711–1712.
- Wilhelm Whistons … Nova tellvris theoria, das ist, Neue Betrachtung der Erde: nach ihren Ersprung und Fortgang biss zur Hervorbringung aller Dinge, oder, Eine gründliche, deutliche und nach beygefügten Abrissen eingerichtete Vorstellung …, aus dem Englischen übersetzt von M.M.S.V.D.M (Michael Swen). Ludwig, Franckfurt [1713].
- mit H. Ditton: A New method of Discovering the Longitude at Sea and Land, Humbly Proposed to the Consideration of the Publick. London 1714.
- Astronomical Lectures. 1715.
- Astronomical Principles of Religion, Natural and Reveal'd. 1717.
- The longitude and latitude found by the inclinatory or dipping needle: wherein the laws of magnetism are also discovered; To which is prefix'd, an historical preface; and to which is subjoin'd, Mr.Robert Norman's New attractive, or account of the first invention of the dipping needle. London 1721.
- Life of Samuel Clarke. 1730.
- The Astronomical Year: Or an Account of the Great Year MDCCXXXVI. Particularly of the Late Comet, Which was foretold by Sir Isaac Newton... London, 1737.
- Primitive New Testament. 1745.
- Memoirs of the Life and Writings of Mr. William Whiston. London, 1753.
- mit Andreas Tacquet: 1 and 2. : Elementa Euclidea Geometriae planae AC solidae selecta EX Archimede theoremata ejusdemque Trigonometria plana. Venedig 1746.
- The Works of Flavius Josephus, the Learned and Authentic Jewish Historian and Celebrated Warrior.
- An Experimental Course of Astronomy; Proposed by Mr. Whiston and Mr. Hauksbee.

## Referenzen
- J. Swift: A True and Faithful Narrative of what passed in London on a Rumour of the Day of Judgment. (= Miscellanies. vol. iii)
- R. J. Howarth: Fitting geomagnetic fields before the invention of least squares. II. William Whiston's isoclinic maps of southern England (1719 and 1721). In: Ann. of Sci. Band 60, Nr. 1, 2003, S. 63–84.